# Ścieżka przyrodnicza Doliny Kulawy

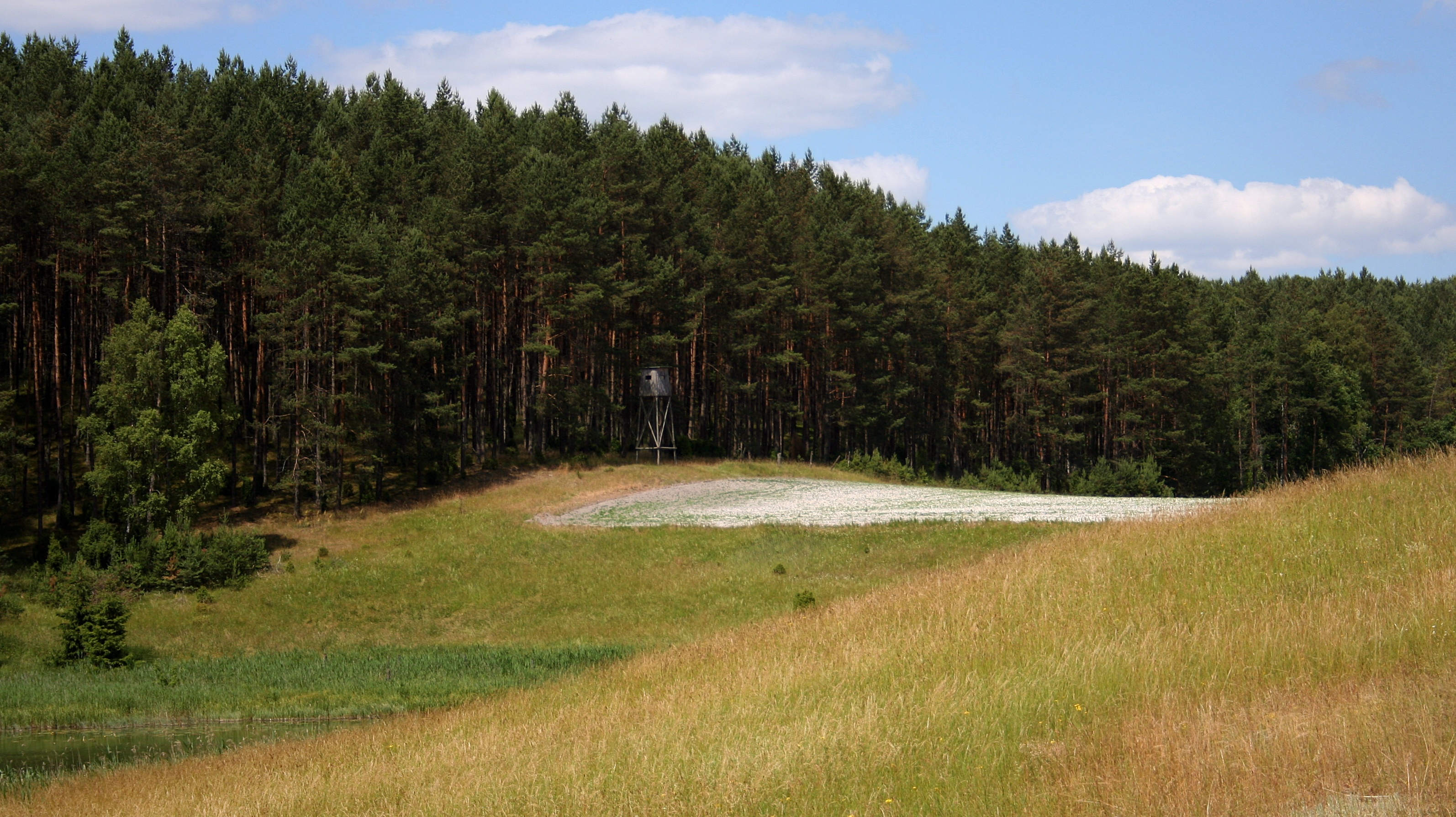
Fragment krajobrazu doliny Kulawy

Ścieżka przyrodnicza Doliny Kulawy - ścieżka dydaktyczno przyrodnicza o długości 5 kilometrów na obszarze Zaborskiego Parku Krajobrazowego w kompleksie leśnym Borów Tucholskich ("Nadleśnictwo Przymuszewo"). 
Trasa szlaku prowadzi leśną doliną rzeki Kulawy i zaczyna się w pobliżu osady Laska prowadząc brzegami jezior Szczeczonek i Dużego Głuchego, "Doliną Mnichów" (z licznymi starymi jałowcami) kończąc się nad północnym brzegiem jeziora Małego Głuchego. Wzdłuż trasy ścieżki znajdują się stanowiska roślin rzadkich, siedliska zwierząt podlegających ochronie i pomniki przyrody. Trasa szlaku podkreśla wyjątkowość górskiego charakteru rzeki w tej części Polski.
Wzdłuż ścieżki wyznaczonych zostało 13 przystanków:
1. Rzeka Kulawa
2. Łęg olchowo-jesionowy
3. Przegląd siedlisk leśnych
4. Łąka
5. Świat zwierząt
6. Stodoła - pomnik przyrody (jedna ze ścian porośnięta rzadkimi porostami)
7. Stanowisko dokumentacyjne (profil glebowy)
8. Most ze spiętrzeniem
9. Rabat brzozowy
10. Wrzosowisko
11. Dolina Mnichów
12. Jeziora (Małe Głuche, Duże Głuche, Szczeczonek )
13. Wykaz roślin rzadkich i ginących objętych ochroną gatunkową występujących w zasięgu ścieżki przyrodniczej

Dolina rzeki Kulawy w roku 2009 została objęta ochroną rezerwatu o nazwie "Dolina Kulawy".